# Гнильск
Гнильск — деревня в Гдовском районе Псковской области России. Входит в состав Чернёвской волости.
Расположена в 20 км к югу от волостного центра Чернёво. Южнее Гнильска находится озеро Гнильское.

## Население
Численность населения деревни на 2000 год составляла 8 человек, по переписи 2002 года — 9 человек.

## Известные жители
- Лозина, Полина Георгиевна (1923—1999) — Народный учитель СССР (1979).